# 波洛维茨人之舞
《波洛维茨人之舞》（俄語：Половецкие пляски，拉丁化转写：Polovetskie plyaski，由俄语译来，意即库曼人）来自亚历山大·鲍罗丁的长幕歌剧《伊戈尔王子》中的第二幕。
作曲家鲍罗丁于1887年逝世时编曲并未完成，虽然此前他已经为此工作了不止十年，现在的演出版本是由尼古拉·里姆斯基-科萨科夫和亚历山大·格拉祖诺夫约于1890年完成的。其它也有一些版本，或者“完整版”。舞曲由11至14分钟的合唱完成，取决于歌剧的版本，出现在第一幕或第二幕。这首负盛名的舞曲也会单独出现在音乐会上，在这种场合下，合唱通常被略去。歌剧在第三幕开场还有一首《波立维拉进行曲》，及一首相应的序曲。它们演奏的顺序是：《序曲》、《波洛维茨人之舞》、《伊戈尔王子进行曲》。